# Well Well Well
〈Well Well Well〉은 영국의 음악가 존 레논의 1970년 음반인 《John Lennon/Plastic Ono Band》의 곡이다. 이 음반의 여덟 번째이자 가장 긴 곡인 〈Well Well Well〉은 소리를 지르는 목소리와 잔인하고 쿵쿵거리는 백트랙을 특징으로 한다.